# Antonio Reyes González
Antonio Reyes (Sevilla, 16 d'octubre de 1964) és un exfutbolista andalús, que jugava com a migcampista.
Va començar a destacar a les files del Reial Betis, equip amb el qual debutaria a Primera la temporada 83/84. Va romandre amb el club sevillà fins inicis de la dècada dels 90 (tret d'una etapa a l'Elx CF), però només va ser titular a la 86/87, amb 34 partits i 2 gols.
Posteriorment va jugar amb el Vila-real CF i el CP Mérida. Amb els extremenys retornaria a la màxima categoria la temporada 95/96, jugant 31 partits i marcant 3 gols. També va militar a l'Almería CF.